# 롬 카트리지

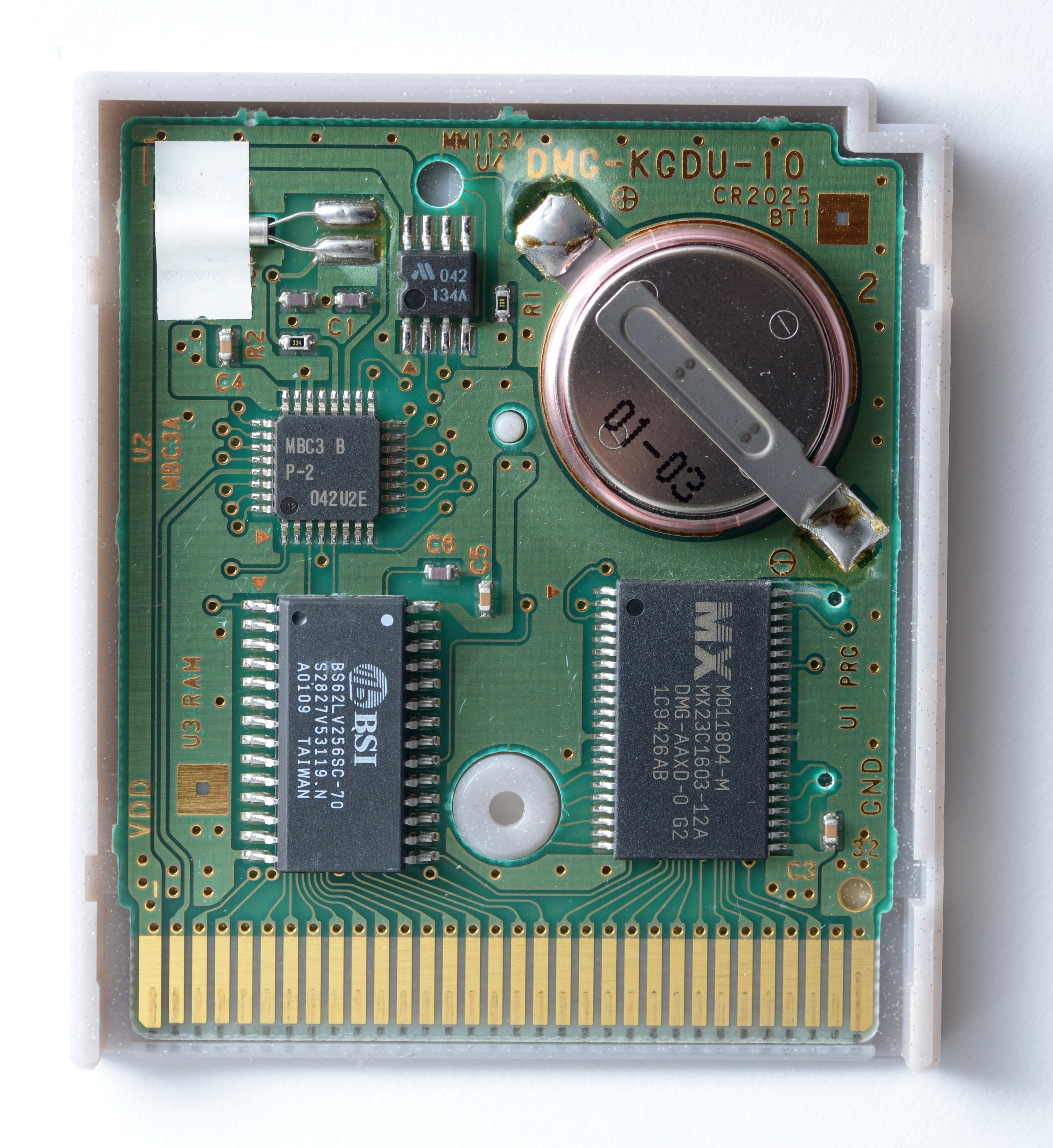
게임 데이터 저장을 위한 휘발성 메모리가 장착된 배터리 구동방식 게임보이 카트리지의 내부

롬 카트리지(ROM cartridge)는 고정 기억 장치가 담긴 교체 가능한 부품(replaceable part)으로 게임기나 가정용 컴퓨터와 같은 전자제품에 연결하여 사용한다. 또한, 롬 카트리지는 비디오 게임 혹은 다른 응용 프로그램을 포함한 소프트웨어를 불러오는데 사용할 수 있다.
카트리지 슬롯은 음성 합성과 같이 하드웨어를 추가하는데 사용할 수 있다. 몇몇 카트리지는 배터리가 장착된 정적 램을 사용해, 사용자가 게임의 진행 상태 혹은 점수를 저장할 수 있다.
롬 카트리지의 등장 이전에는 기기에 내장된 프로그램만을 작동시킬 수 있었으나, 프로그램을 롬 카트리지로 분리함으로써 1대의 기기에 복수의 소프트웨어를 동작시킬 수 있게 됐다.

## 카트리지 기반 비디오 게임 콘솔
암스트래드
- 암스트래드 GX4000

아타리
- 아타리 2600
- 아타리 5200
- 아타리 7800
- 아타리 XEGS
- 아타리 링크스
- 아타리 재규어

반다이
- 원더스완
- 원더스완 컬러
- 스완크리스탈

콜레코
- 콜레코비전

페어차일드 반도체
- 페어차일드 채널 F

마그나복스/필립스
- 마그나복스 오디세이²/필립스 비디오팩 G7000

마텔
- 인텔리비전

밀튼 브래들리
- 벡트렉스

NEC
- TurboGrafx-16/PC 엔진
- PC 엔진 GT

닌텐도
- NES/패미컴 (터미네이터와 같은 클론 포함)
- SNES/슈퍼 패미컴
- 닌텐도 64
- 게임보이
- 게임보이 컬러
- 게임보이 어드밴스
- 버추얼 보이
- 포켓몬 미니
- 닌텐도 DS
- 닌텐도 3DS
- 닌텐도 스위치

세가 게임스
- SG-1000 마크 I/SG-1000 마크 II
- 세가 마스터 시스템/세가 마크 III
- 세가 제네시스/메가 드라이브
- 게임 기어
- 슈퍼 32X

SNK
- 네오지오
- 네오지오 포켓
- 네오지오 포켓 컬러
- 네오지오 X

소니
- PS 비타/플레이스테이션 TV

닛코 유럽
- digiBLAST

노키아
- N-게이지

LeapFrog
- Leapster
- LeapPad
- LeapTV

피셔 프라이스
- Pixter
- 스마트 사이클

## 같이 보기
- 롬 이미지
- 동글
- 램 팩